# King Fleming
Walter "King" Fleming  (4 de mayo de 1922 - 1 de abril de 2014) fue un pianista de jazz y director de orquesta estadounidense. Nació en Chicago, Illinois.

## Biografía
Un compañero de clase de Sonny Cohn, después de tocar el trombón en la banda de McKinley High School, Fleming fue a estudiar en la universidad de Música del Medio Oeste. Él ya había dirigido varias bandas informales antes de King Fleming and His Swing Band por primera vez en septiembre de 1942. Cuando fue reclutado por el ejército de los EE.UU. en julio de 1943, la banda continuó actuando bajo la dirección de otros miembros de la banda hasta que muchos de sus miembros habían sido convocados para que sea viable.
Fleming murió a la edad de 91 años en una casa de retiro en Manteno, Illinois el 1 de abril de 2014.

## Discografía
- 1961: Misty Night - King Fleming Trio
- 1962: Stand By
- 1965: Weary Traveler
- 1996: King! The King Fleming Songbook
- 2000: The King and I